# 마다가스카르잎코박쥐
마다가스카르잎코박쥐(Paratriaenops furculus)는 잎코박쥐과에 속하는 박쥐의 일종이다. 마다가스카르섬의 토착종이다. 이전에는 삼중잎코박쥐속으로 분류했지만, 현재는 별도의 파라트리아이놉스속(Paratriaenops)으로 분류하고 있다. 근연종 폴리안삼지창박쥐(Paratriaenops pauliani)는 세이셸에서 발견된다.